# Рокфорд (Мічиган)
Рокфорд (англ. Rockford) — місто (англ. city) в США, в окрузі Кент штату Мічиган. Населення — 6142 особи (2020).

## Географія
Рокфорд розташований за координатами 43°8′8″ пн. ш. 85°33′17″ зх. д. / 43.13556° пн. ш. 85.55472° зх. д. (43.135674, -85.554584).  За даними Бюро перепису населення США в 2010 році місто мало площу 8,57 км², з яких 8,40 км² — суходіл та 0,17 км² — водойми.

## Демографія
Згідно з переписом 2010 року, у місті мешкало 5719 осіб у 2201 домогосподарстві у складі 1537 родин. Густота населення становила 667 осіб/км².  Було 2302 помешкання (269/км²).
Расовий склад населення:
| - 95,0 % — білих - 1,2 % — азіатів - 0,7 % — чорних або афроамериканців - 0,5 % — корінних американців - 0,1 % — вихідців з тихоокеанських островів |

До двох чи більше рас належало 2,0 %. Частка іспаномовних становила 3,7 % від усіх жителів.
За віковим діапазоном населення розподілялося таким чином: 30,9 % — особи молодші 18 років, 58,4 % — особи у віці 18—64 років, 10,7 % — особи у віці 65 років та старші. Медіана віку мешканця становила 33,7 року. На 100 осіб жіночої статі у місті припадало 90,2 чоловіків;  на 100 жінок у віці від 18 років та старших — 81,7 чоловіків також старших 18 років.
Середній дохід на одне домашнє господарство  становив 68 470 доларів США (медіана — 55 508), а середній дохід на одну сім'ю — 86 114 долари (медіана — 80 333). Медіана доходів становила 54 066 доларів для чоловіків та 32 500 доларів для жінок. За межею бідності перебувало 10,9 % осіб, у тому числі 9,0 % дітей у віці до 18 років та 15,9 % осіб у віці 65 років та старших.
Цивільне працевлаштоване населення становило 2952 особи. Основні галузі зайнятості: освіта, охорона здоров'я та соціальна допомога — 26,2 %, виробництво — 19,4 %, мистецтво, розваги та відпочинок — 9,9 %, роздрібна торгівля — 7,8 %.